# Peter G. Fitzgerald

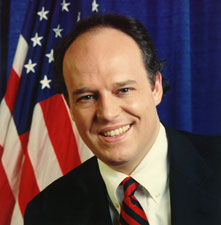
Peter Fitzgerald

Peter Gosselin Fitzgerald (* 20. Oktober 1960 in Elgin, Illinois) ist ein US-amerikanischer Politiker der Republikanischen Partei und ehemaliges Mitglied des US-Senats für den Bundesstaat Illinois. Er gewann für die in Illinois schwachen Republikaner einen Senatssitz und erlangte vor allem dadurch Bekanntheit, dass er im Dauerstreit mit seiner Parteiführung lag. Inhaltlich wurde er durch sein Engagement gegen Staatsausgaben bekannt.

## Leben
Fitzgerald besuchte eine katholische Privatschule in Rhode Island, studierte am Dartmouth College und an der Aristoteles-Universität Thessaloniki. Er promovierte 1986 in Rechtswissenschaften an der University of Michigan.
Zwischen 1992 und 1998 war er Mitglied des Senats von Illinois. Dort war er eins von fünf Mitgliedern der fab five, die dafür bekannt waren, oft Streit mit der republikanischen Parteiführung im Staat zu suchen. Die anderen Mitglieder waren Steve Rauschenberger, Dave Syverson, Patrick O’Malley und Chris Lauzen. Unter anderem setzte er durch, dass ein nicht aus Illinois stammender Staatsanwalt Korruptionsfälle in der Regierung des Staates untersuchte. Die Untersuchung führte zu einer Vielzahl von Verurteilungen, unter anderem traf es den ehemaligen republikanischen Gouverneur George Ryan. Dies führte aber auch dazu, dass ihn viele prominente Republikaner im Wahlkampf nicht unterstützten und ankündigten, dies auch in Zukunft nicht zu tun.

## Politik
Im Jahr 1998 trat Fitzgerald gegen die amtierende demokratische Senatorin Carol Moseley Braun an. In Illinois hatten die Republikaner seit 20 Jahren keinen Sitz mehr im Senat erhalten, allerdings war Moseley Braun tief in verschiedene Korruptionsskandale verstrickt. Trotz dieser großen Probleme Moseley Brauns gewann Fitzgerald die Wahl mit nur vier Prozentpunkten Vorsprung.
Fitzgerald vertritt generell konservative Positionen zu Fragen wie Abtreibung oder einer sparsamen Fiskalpolitik. Allerdings tritt er für Umweltschutzpositionen ein und opponierte in seiner Senatszeit gegen das Ölbohrprojekt im Arctic National Wildlife Refuge.
Landesweite Beachtung in den Medien fand Fitzgerald, als er zum einen im Jahr 2000 einen Filibuster gegen ein Ausgabengesetz machte. Er begründete dies damit, dass darin unter anderem ein Posten für die Lincoln Presidential Library in Springfield vorgesehen war und die republikanisch kontrollierte Staatsregierung keine ehrliche Ausschreibung für das anstehende Projekt betrieben hätte. Zum einen hielt er seine zweite bekannte Rede, als die US-Regierung nach den Anschlägen vom 11. September ein Gesetz verabschiedete, das die US-Fluggesellschaften finanziell unterstützen sollte. Er fragte, wer den US-Steuerzahler finanziell unterstützt und meinte, dass die Fluggesellschaften das Geld ausgeben würde, danach aber aufgrund ihrer strukturellen Probleme finanziell genauso angeschlagen wären wie früher. Der Senat stimmte dem Gesetz danach trotzdem mit 99:1 Stimmen zu.
Aufgrund seiner Probleme mit der eigenen Partei beschloss er, nicht zur Wiederwahl 2004 anzutreten, da dies bei einem starken demokratischen Gegner aussichtslos sei. Sein Nachfolger im Senat wurde Barack Obama, der gegen Alan Keyes erfolgreich war.

## Weblink
- Peter G. Fitzgerald im Biographical Directory of the United States Congress (englisch)

| Personendaten    | Personendaten               |
| ---------------- | --------------------------- |
| NAME             | Fitzgerald, Peter           |
| ALTERNATIVNAMEN  | Fitzgerald, Peter Gosselin  |
| KURZBESCHREIBUNG | US-amerikanischer Politiker |
| GEBURTSDATUM     | 20. Oktober 1960            |
| GEBURTSORT       | Elgin, Illinois             |